# Cráneo número 5
El cráneo 5 o AT 700 es un fósil de un cráneo y de su mandíbula de un Homo adulto (llamado popularmente Miguelón en honor al ciclista español Miguel Induráin), que está totalmente completo; fue encontrado en la Sima de los Huesos (Sierra de Atapuerca Burgos, España) en el año 1992.
Jim Bischoff, geocronólogo estadounidense, dató estos restos en 300 000 años de antigüedad, usando la técnica de isótopos radiactivos uranio/torio. El mismo autor, utilizando una versión perfeccionada de la misma técnica, obtuvo la datación de una estalagmita horizontal depositada sobre los niveles donde están los fósiles, y los resultados obtenidos determinan que su antigüedad rebasa el alcance máximo de la técnica usada, 350 000 años, por lo que los sedimentos que están bajo ella, los fósiles humanos, son más antiguos de esa edad, entre 500 000 y 600 000 años. Dado que es una técnica todavía experimental, todavía no hay consenso entre la comunidad científica.
El cráneo está excepcionalmente conservado debido a las condiciones del yacimiento donde fue hallado. Perteneció a un individuo que murió alrededor de los 35 años de edad. Es difícil saber si se trata del cráneo de un varón o de una mujer. Los dientes se encuentran muy desgastados, especialmente los incisivos. Además de numerosos golpes menores en el cráneo, tuvo una infección muy grave en el lado izquierdo de la cara provocado por la fractura y posterior infección de un diente, lo que ocasionó probablemente la muerte de este individuo.
Recientemente se realizaron estudios que dan cuenta de una lateralidad en el cerebro, era diestro.
Un estudio del ADN de huesos recuperados del yacimiento de la sima han situado a la población de Atapuerca de estas fechas y por tanto a este cráneo, en una población precursora de los neandertales, dejando como obsoleta la clasificación dentro del Homo heidelbergensis.

## Enlace exterior
- Wikimedia Commons alberga una categoría multimedia sobre Cráneo número 5.
- Foto e información sobre del cráneo número 5 Archivado el 4 de febrero de 2008 en Wayback Machine.

- Datos: Q3823934
- Multimedia: AT 700 / Q3823934